# Сорськ
Сорськ (хак. Сориғ) — місто в Росії, в Республіці Хакасія.

## Географія
Місто розташоване на східних відрогах Кузнецького Алатау, за 6 км від залізничної станції Ербінская лінії Ачинськ — Абакан, на річці Сорі, за 110 км від столиці республіки — Абакана.

## Історія
Поява міста Сорськ пов'язана з відкриттям у 1910 році мідного родовища. У 1914 році розпочала роботу станція Ербінська Красноярської залізниці.

## Інфраструктура
У місті є чотири загальноосвітні школи, в тому числі три середніх, музична школа, три бібліотеки, чотири дитячих садки, станція юних техніків, спортивний комплекс. Забудова: приватні домоволодіння, дво-, чотири- і п'ятиповерхові будинки.

## Промисловість
Сорський виробничий комплекс (Сорський гірничо-збагачувальний комбінат, Сорський ферромолібденовий завод). ЗАТ «Карат-ЦМ» — переробка акумуляторних батарей, плавка свинцю (база колишнього заводу силікатної цегли).